# Temporada da NBA de 1949–50
A Temporada da NBA de 1949-50 foi a temporada inaugural da National Basketball Association (NBA), criada em 1949 pela fusão da BAA e da NBL. O torneio de pós-temporada (playoffs) terminou com o Minneapolis Lakers vencendo o título da NBA, vencendo o Syracuse Nationals 4-2 nas finais da NBA.
Geralmente, essa temporada é contada como a quarta temporada da NBA. Ele reconhece as três temporadas da BAA (1946-47, 1947-48 e 1948-49) como parte de sua própria história.

## Ocorrências notáveis
- O Indianapolis Jets e o Providence Steamrollers faliram após a temporada de 1948-49, deixando a BAA com 10 equipes. Excluindo os Jets, três dessas equipes haviam se juntado à BAA da NBL um ano antes.
- Seis franquias da NBL (Anderson, Denver, Sheboygan, Syracuse, Tri-Cities e Waterloo) e uma equipe de expansão (Indianapolis Olympians) uniram-se às dez equipes de BAA sobreviventes para criar a National Basketball Association com 17 equipes.

| Offseason           | Offseason       | Offseason         |
| Team                | 1948–49         | 1949–50           |
| ------------------- | --------------- | ----------------- |
| Fort Wayne Pistons  | Curly Armstrong | Murray Mendenhall |
| Washington Capitols | Red Auerbach    | Bob Feerick       |

## Classificação final
Apenas nesta temporada inaugural da NBA, as dez equipes sobreviventes da temporada de 1948-49 da BAA jogaram uma agenda pesada de jogos entre si e uma agenda leve com os sete participantes da NBL na fusão que criou a liga e vice-versa.

### Divisão Leste
| Equipa                | V  | D  | %    | JA |
| --------------------- | -- | -- | ---- | -- |
| Syracuse Nationals    | 51 | 13 | .797 | -  |
| New York Knicks       | 40 | 28 | .588 | 13 |
| Washington Capitols   | 32 | 36 | .471 | 21 |
| Philadelphia Warriors | 26 | 42 | .382 | 27 |
| Baltimore Bullets     | 25 | 43 | .368 | 28 |
| Boston Celtics        | 22 | 46 | .324 | 31 |

### Divisão Central
| Equipa               | V  | D  | %    | JA |
| -------------------- | -- | -- | ---- | -- |
| Minneapolis Lakers C | 51 | 17 | .750 | -  |
| Rochester Royals     | 51 | 17 | .750 | -  |
| Chicago Stags        | 40 | 28 | .588 | 11 |
| Fort Wayne Pistons   | 40 | 28 | .588 | 11 |
| St. Louis Bombers    | 26 | 42 | .382 | 25 |

Para definir o primeiro e o terceiro lugar, os Lakers jogaram um jogo contra os Royals, enquanto os Stags jogaram um contra os Pistons, preliminares aos playoffs de 1950.

### Divisão Oeste
| Equipa                 | V  | D  | %    | JA |
| ---------------------- | -- | -- | ---- | -- |
| Indianapolis Olympians | 39 | 25 | .609 | -  |
| Anderson Packers       | 37 | 27 | .578 | 2  |
| Tri-Cities Blackhawks  | 29 | 35 | .453 | 10 |
| Sheboygan Redskins     | 22 | 40 | .355 | 16 |
| Waterloo Hawks         | 19 | 43 | .306 | 19 |
| Denver Nuggets         | 11 | 51 | .177 | 27 |

C - Campeões da NBA

## Líderes estatísticos
| Categoria    | Jogador       | Time                   | Stat  |
| ------------ | ------------- | ---------------------- | ----- |
| Pontos       | George Mikan  | Minneapolis Lakers     | 1,865 |
| Assistências | Dick McGuire  | New York Knicks        | 386   |
| FG%          | Alex Groza    | Indianapolis Olympians | .478  |
| FT%          | Max Zaslofsky | Chicago Stags          | .843  |

## Prémios da NBA
- Equipa ideal:
  - Max Zaslofsky, Chicago Stags
  - Bob Davies, Rochester Royals
  - Alex Groza, Indianapolis Olympians
  - George Mikan, Minneapolis Lakers
  - Jim Pollard, Minneapolis Lakers